# Realpolitik
Realpolitik (từ tiếng Đức: real;; "thực tế", "thực tế" hoặc "thực tế"; và Politik; "chính trị", phát âm tiếng Đức: [eˈaːlpoliˌtiːk]) là tiếp cận về thực hành chính trị hoặc ngoại giao chủ yếu dựa trên các cân nhắc về hoàn cảnh và yếu tố nhất định, chứ không cứng nhắc theo tiền đề ý thức hệ, đạo đức hay luân lý. Về mặt này, nó chia sẻ các khía cạnh của cách tiếp cận triết học của nó với những người theo chủ nghĩa hiện thực và chủ nghĩa thực dụng. Nó thường được gọi đơn giản là "chủ nghĩa thực dụng" trong chính trị, ví dụ: "Theo đuổi chính sách thực dụng". Thuật ngữ Realpolitik đôi khi được sử dụng một cách miệt thị để ám chỉ chính trị được coi là cưỡng chế, vô đạo đức hoặc Machiavellian.